# ماهیچه درشت‌نئی پیشین
ماهیچه درشت‌نئی پیشین یا عضله تیبیالیس قدامی (Tibialis anterior muscle) این عضله در بالا از سطح خارجی استخوان درشت‌نی (تیبیا) منشأ گرفه و تاندون آن در پایین به متاتارس اول و استخوان میخی (کونئیفرم) داخلی در کف پا میچسبد. این عضله با انقباض خود پا را دورسی فلکس و اینورت (اینورژن به معنای متمایل شدن کف پا به سمت داخل است(خم شدن مچ پا )) می‌کند.

## نگارخانه

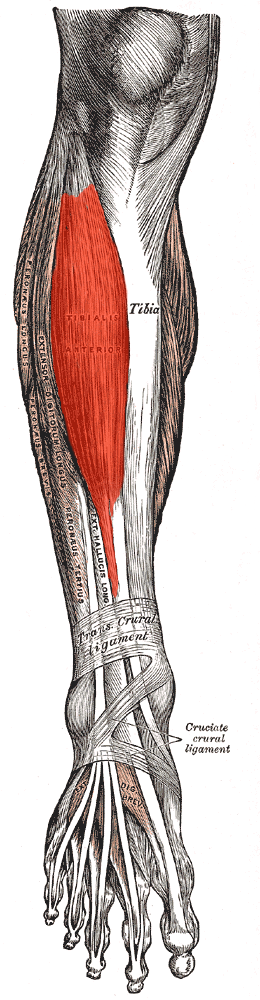
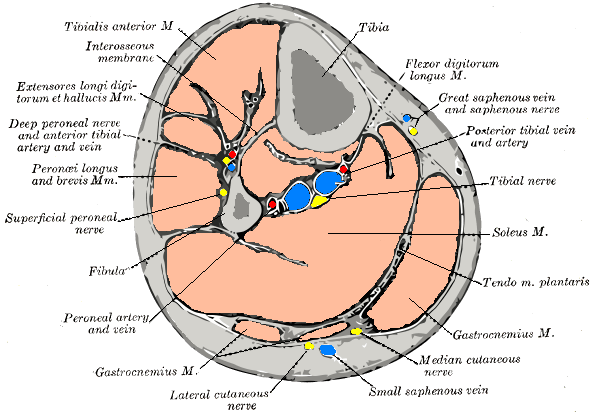
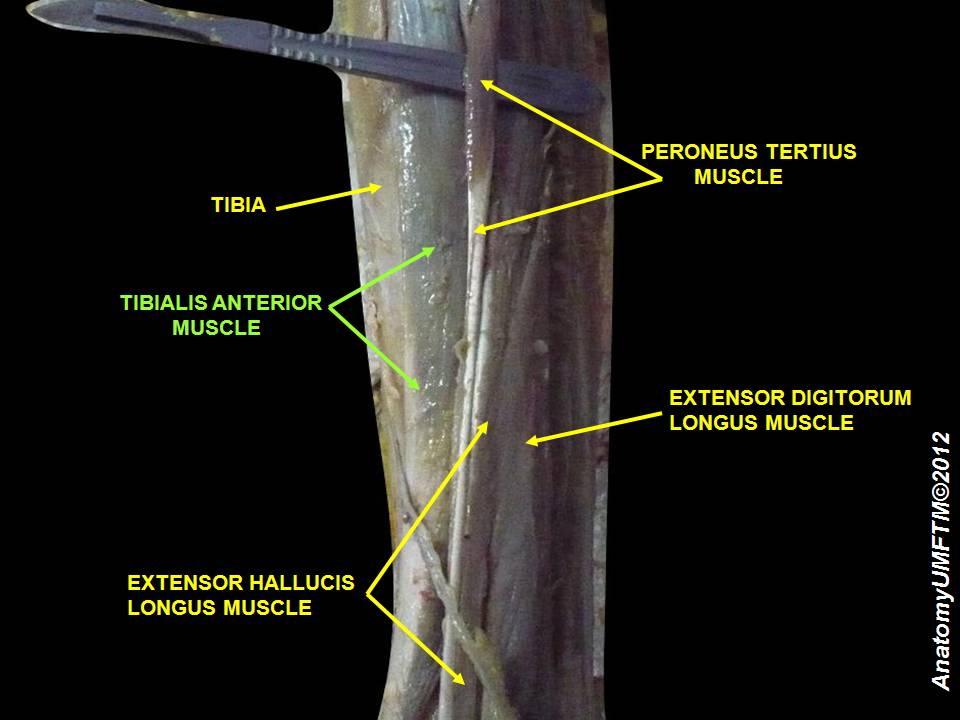
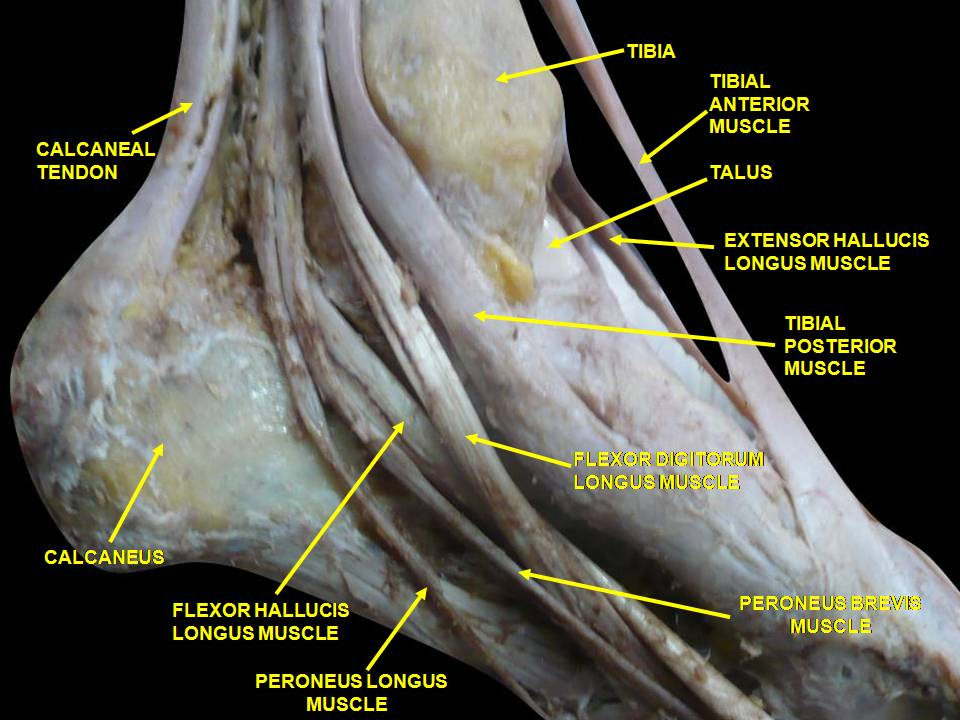
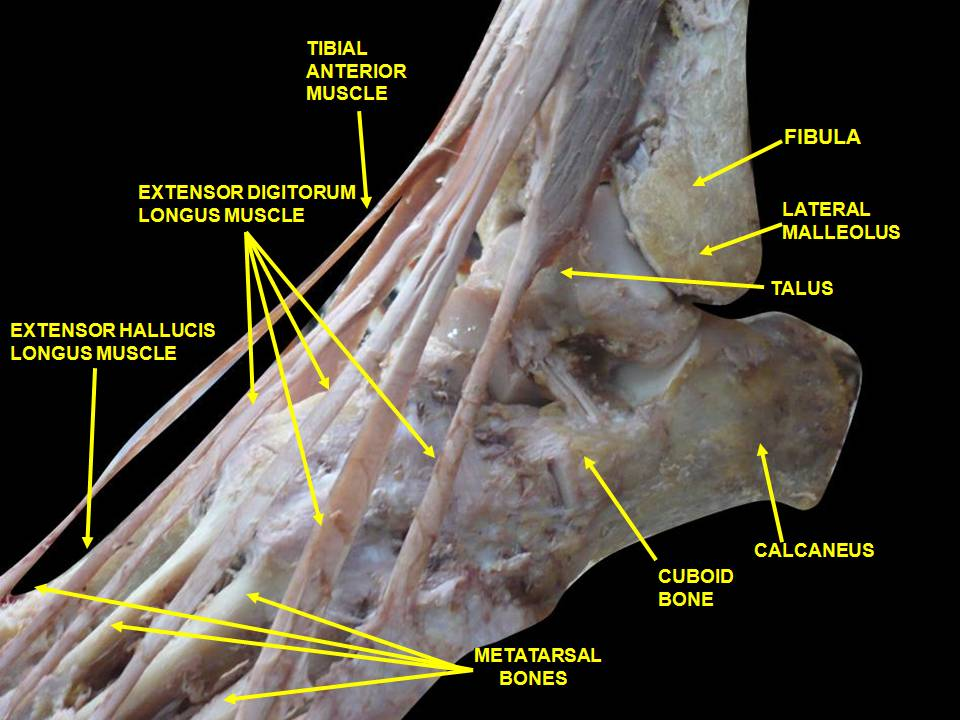